# Rudolf Spanner

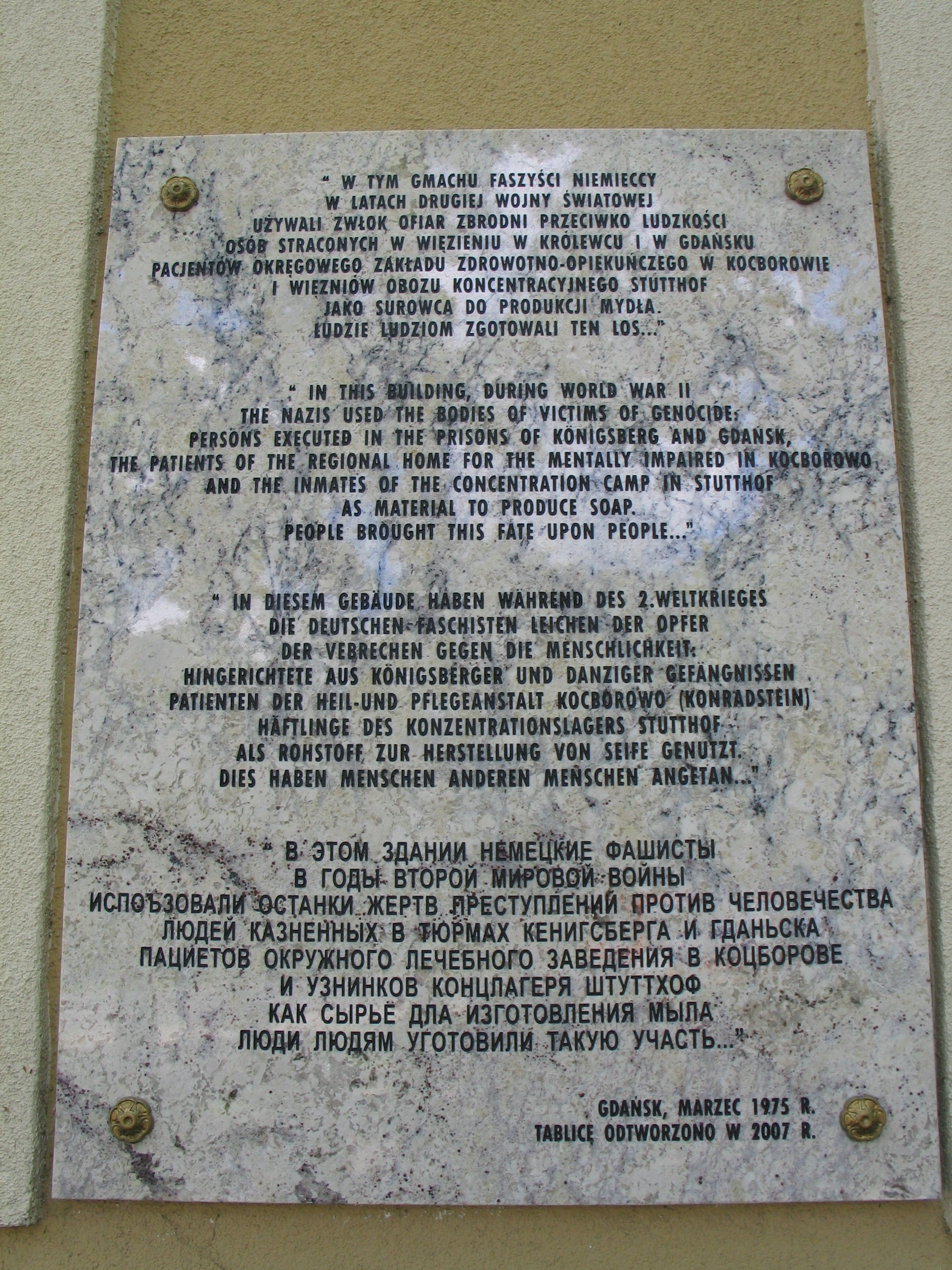
Gedenktafel in Danzig

Rudolf Maria Spanner (* 17. April 1895 in Metternich bei Koblenz; † 31. August 1960 in Köln) war ein deutscher Mediziner. Angeblich wurde auf seine Initiative hin  aus KZ-Opfern Seife produziert.

## Leben
Spanner war im Ersten Weltkrieg von 1914 bis 1918 Feldhilfsarzt. 1919 wurde er in Köln zum Dr. med. promoviert. Anschließend wurde er 1919 Assistent an der Senckenbergischen Akademie in Frankfurt am Main und 1921 am Anatomischen Institut in Hamburg. 1923 wurde er Zweiter und 1927 Erster Prosektor am Anatomischen Institut in Kiel. 1924 habilitierte er sich für Anatomie, wurde Privatdozent und 1929 nichtbeamteter außerordentlicher Professor in Kiel. Zum 1. Mai 1933 trat er der NSDAP bei (Mitgliedsnummer 2.733.605). Weiterhin gehörte er dem Nationalsozialistischen Deutschen Ärztebund (NSDÄB), der Nationalsozialistischen Volkswohlfahrt (NSV) und dem Nationalsozialistischen Lehrerbund (NSLB) an. 1938 wurde er planmäßiger außerordentlicher Professor in Jena und 1939 wechselte als ordentlicher Professor nach Köln. 1939 bis 1945 war er ordentlicher Professor an der Medizinischen Akademie in Danzig. 1942 wurde er Mitglied der Leopoldina. 1946 kehrte er als Gastprofessor nach Köln zurück.
Spanner war während des Zweiten Weltkriegs Arzt im Danziger anatomischen Institut. Er entwickelte in den Jahren 1943–1944 auf eigene Initiative ein Verfahren zur Seifenherstellung aus menschlichen Körpern. Nach Zeugenaussagen bei den Nürnberger Prozessen wurde diese dann aus den Leichen von KZ-Häftlingen des KZ Stutthof und dem Danziger Krankenhaus hergestellt. Bis zu 100 kg Seife sollen auf diesem Wege produziert worden sein. Sie soll innerhalb der Autopsieräume für Reinigungszwecke Verwendung gefunden haben. Gerüchte über die industrielle Seifenproduktion aus Menschen sind dagegen nicht belegbar. Allerdings wurden mit solchen Geschichten KZ-Insassen eingeschüchtert.
Ihren ältesten Ursprung hat das Thema aber bereits in der antideutschen Propaganda Großbritanniens aus der Zeit des Ersten Weltkrieges. Vor allem die britische und amerikanische Presse vermutete, dass menschliches Fett auf Grund von Ressourcenknappheit u. a. zur Seifenherstellung in sogenannten Kadaververwertungsanstalten verwendet wurde.
Ab 1955 war er Professor in Köln.